# Lachie Stewart
Lachie Stewart (Alexandria, West Dunbartonshire; 22 de junio de 1943 – Paisley, Escocia; 31 de mayo de 2025) fue un atleta escocés especialista en la carrera de larga distancia.

## Carrera
A nivel nacional fue el campeón de las seis millas en 1967, y fue tercer lugar en la carrera con obstáculos en 1966, y segundo lugar en la prueba de 10000 m en 1972.
Su mayor logro internacional fue la medalla de oro en los Juegos de la Mancomunidad de 1970 en Edimburgo donde en los 10000 m superó a Ron Clarke de Australia y a Dick Taylor de Inglaterra como representante de Escocia.
A nivel olímpico representó a Reino Unido en los Juegos Olímpicos de Múnich 1972 en el evento de los 10000 m en donde quedó eliminado en el tercer heat clasificatorio al quedar en sexto lugar, a nueve segundos de la clasificación.